# Post Nischin
Der persische Begriff Post Nischin bedeutet übersetzt „der auf dem (Schafs-)Fell (Post) sitzt“.
Es ist die Bezeichnung für den Nachfolger des Sheikhs eines islamischen Sufi-Orden (Tariqa) bzw. jemand, der einer Tekke („Ordenshaus“) vorsteht.